# Sony A6500
Sony α6500 (модель ILCE-6500) — беззеркальный цифровой фотоаппарат фирмы Sony, представленный 6 октября 2016 года после прошедшей выставки Photokina 2016. Пришёл на смену камеры Sony α6300. Это первая беззеркальная камера Sony с матрицей размера APS-C, в которой установлен стабилизатор изображения (5-осевой). При этом автофокус наводится на объект за 0,05 секунды.
В фотоаппарате используется версия байонета Sony E с цифровым 10-контактным интерфейсом для управления объективами Sony. Возможно также использование объективов сторонних производителей, таких как Tamron, Sigma, Canon, Nikon.
Среди ключевых особенностей модели — 24-мегапиксельная матрица с чувствительностью до 51200 ISO, 169-зонный экспозамер с 425-точечной фазовой автофокусировкой с технологией слежения за объектом, скорость съёмки до 11 кадров в секунду с серией до 307 кадров JPEG или серии 14-битного RAW, возможность видеосъёмки с частотой от 1 до 120 кадров в секунду. Поддерживается технология автофокуса 4D FOCUS, в камере имеется 5-осевая система стабилизации.

## Технические особенности
Sony α6500 имеет матрицу с 24,2 млн пикселей. Построен на базе процессора  BIONZ X.

### Эргономика
Батарейная ручка достаточно удобна. Увеличен вес на 50 грамм по сравнению с Sony α6300.

### Преимущества
- Высокое качество фотографий в JPEG и RAW
- Большой размер буфера с отображением счётчика оставшегося количества кадров
- Встроенный стабилизатор изображения эквивалентный 2,5 стопам
- Очень низкое количество шумов на высоких ISO по сравнению с другими камерами с матрицей размера APS-C
- Большой динамический диапазон RAW-файлов с поддержкой 14 бит в большинстве режимов
- Быстрый автофокус
- Высокое качество записи видео
- Расширенные настройки для съёмки видео
- Высокое качество сборки корпуса
- Возможность широкой настройки камеры под определённого владельца
- Возможность зарядки по USB
- Поддержка объективов сторонних производителей
- Более удобное и понятное пользовательское меню по сравнению с предыдущими моделями Sony
- Обновлённая более надёжная конструкция наглазника видоискателя
- Новый режим замера изображения

### Недостатки
- Плохая отзывчивость сенсорного экрана
- Отсутствует раздел «Избранное» в меню, нет возможности расположить рядом наиболее часто используемые разделы и функции
- Эффект роллинг-шаттера во время съёмки 4K с частотой 24/30p
- Ограничение по времени видеосъёмки в 30 минут.
- Нет возможности заблокировать область автофокуса во время записи видео
- Во время серийной фотосъёмки со скоростью 8 кадров в секунду режим Live View отображает статичное изображение между спуском затвора
- Нет встроенного конвертера RAW-файлов
- Отсутствует разъём для наушников, невозможно контролировать звук во время съёмки
- Снижение качества фотографий с 14 бит до 12 бит в режимах Серийная съёмка и Бесшумная съёмка
- Возможный перегрев камеры при длительной видеосъёмке
- Автоматическое изменение яркости экрана во время видеозаписи в 4K
- Используется RAW-формат с сжатием данных с потерями из-за чего при последующей обработке снимков могут появляться артефакты

## Отличия
| Характеристика                                 | Sony α6000                       | Sony α6300                       | Sony α6500                       |
| ---------------------------------------------- | -------------------------------- | -------------------------------- | -------------------------------- |
| Диапазон чувствительности ISO                  | 100—25600                        | 100—25600 (100-51200)            | 100—25600 (100-51200)            |
| Скорость съемки, кадров в секунду              | 3 (11 режим приоритета скорости) | 8 (11 режим приоритета скорости) | 8 (11 режим приоритета скорости) |
| Матричная стабилизация                         | -                                | -                                | 5-осевая                         |
| Сенсорный экран                                | -                                | -                                | да                               |
| Число точек контрастного автофокуса (фазового) | 25 (179)                         | 169 (425)                        | 169 (425)                        |
| Съемка видео                                   | 1920x1080                        | 3840x2160, 30p                   | 3840x2160, 30p                   |
| Гнездо микрофона                               | -                                | 1,8"                             | 1,8"                             |
| Замедленная съёмка                             | -                                | Slowmotion                       | Slowmotion, Timelapse            |
| Карты памяти                                   | Memory Stick PRO Duo SDXC        | Memory Stick PRO Duo SDXC UHS-I  | Memory Stick PRO Duo SDXC UHS-I  |

## Съёмка видео
Sony α6500 стал одной из первых цифровых беззеркальных камер Sony, снимающей видео стандарта 4K. Однако при съёмке в таком разрешении проявляется эффекта роллинг-шаттера. Достоинством является поддержка профилей логарифмических кривых S-Gamut и S-Log, что даёт возможность расширенной обработки и цветокоррекции на стадии постобработки. Во время записи доступны данные гаммы и функция «Зебра».
Доступные режимы съёмки:
- 3840×2160 с частотой до 30 к/с
- 1920×1080 с частотой до 120 к/с

## Конкуренты
- Canon EOS M5 — $980
- Canon EOS M10
- Olympus OM-D E-M1 Mark II
- Panasonic Lumix DMC-GH4
- Samsung NX500

## Цена
Стоимость Sony α6500 в США составляет 1400 долларов без объектива в комплекте.
В продаже также есть комплекты с объективами:
- Sony α6500 с Sony SEL1018 10-18 мм F4 — 2150 долларов
- Sony α6500 с Sony SEL1670Z Vario-Tessar T E 16-70 мм F4 ZA OSS — 2400 долларов
- Sony α6500 с Sony SELP18105G E PZ 18-105mm F4 G OSS — 2000 долларов

## Комплектация
- Sony α6500 body
- Аккумулятор NP-FW50
- Адаптер переменного тока: AC-UUD12
- Плечевой ремень
- Заглушка для камеры
- Заглушка для дополнительного синхроконтакта
- Крышка видоискателя
- Кабель Micro USB